# لارس-إميل يوهانسن
لارس-إميل يوهانسن هو سياسي دنماركي، ولد في 24 سبتمبر 1946 في Illorsuit ‏ في جرينلاند. نشط حزبياً في حزب السيوموت.

## مناصب
- انتخب عضو فولكتنغ [الإنجليزية]‏ وقد انضم خلال فترته النيابية ‏ للكتلة البرلمانية حزب السيوموت.
- انتخب عضو فولكتنغ [الإنجليزية]‏ وقد انضم خلال فترته النيابية ‏ للكتلة البرلمانية حزب السيوموت.
- انتخب عضو فولكتنغ [الإنجليزية]‏ عن دائرة جرينلاند وقد انضم خلال فترته النيابية ‏ للكتلة البرلمانية حزب السيوموت.
- انتخب عضو فولكتنغ [الإنجليزية]‏ وقد انضم خلال فترته النيابية ‏ للكتلة البرلمانية حزب السيوموت.
- انتخب عضو فولكتنغ [الإنجليزية]‏ وقد انضم خلال فترته النيابية ‏ للكتلة البرلمانية حزب السيوموت.
- انتخب عضو فولكتنغ [الإنجليزية]‏ وقد انضم خلال فترته النيابية ‏ للكتلة البرلمانية حزب السيوموت.
- انتخب Member of the Inatsisartut ‏.
- انتخب قائمة رؤساء وزراء جرينلاند (18 مارس 1991 – 19 سبتمبر 1997).